# عمارة (قرية)
عَمَارة قرية سودانيةانضمت سنة 2009 إلي قائمة المدن الصاعدة، وبعد أن كانت ضمن قائمة القرى الممتازة،تقع القرية في منطقة السكوت (السِّكُوْت) بين مدينة عبري جنوباً وقرية عطب (عَطَّب) شمالاً ويحدها النيل من الغرب وصحراء العتمور (الصحراء النوبية) من الشرق أقصى امتداد لها من الشمال إلى الجنوب 7كلم ومن الغرب إلى الشرق كلم واحد.

## تسمية
يعود أصل اسم عمارة استناداً إلى بعض الروايات الشفهية المنقولة إلى أن الناس قديماً كانوا يسافرون من قرية كويكة" شمالاً بالجمال، ولا يجدون في طريقهم أي عمار حتى يصلوا إلى حلة "فقيرٍ مار" بعمارة، حيث يجدون الناس والماء والطعام، فكانوا يقولون وصلنا العمار (أي المنطقة العامرة بالناس) ومنها سميت عمارة بهذا الاسم. وهنالك روايات أخرى بعضها تنسب التسمية إلى تعرج مجرى النيل، وبعضها الآخر إلى أسماء بعض الشخصيات التاريخية وللمؤرخ النوبي حسن شكري رأي في أصل اسم "عمارة"، وهو أقرب إلى المنطق، لأنه ليس من المقبول عقلاً أن يسمي الآخرون مكاناً آهلاً في الأساس بالسكان. يقول الأستاذ حسن شكري في كتابه الذي يعكف عليه، والذي يمثل معجماً نوبياً يضم نحو 2000 كلمة جذرية من غير تفريعات: "Amara من قرى شمال السودان، والمعني حياة رحبة ama- ماء، ara متسع"، ومن ثم فإن عمارة كانت مكاناً فيه الرحابة من حيث الزرع والضرع، ومن ثم كان ساكنوه يتميزون بالجود والكرم، والاسم في الأساس نوبي، وهو ما يبرز أن عمارة منطقة حضارية، ولعل الآثار الموجودة في غربها دليل حي يؤكد ما ذهب إليه عمنا جسن شكري.

## الموقع
تقع القرية في منطقة السكوت (السِّكُوْت) بين مدينة عبري جنوباً وقرية عطب (عَطَّب) شمالاً ويحدها النيل من الغرب وصحراء العتمور (الصحراء النوبية) من الشرق أقصى امتداد لها من الشمال إلى الجنوب 7كلم ومن الغرب إلى الشرق كلم واحد.

## أقرب المدن
- مدينة عبري

وتقع جنوبها مباشرة.
- مدينة وادي حلفا

وتقع شمالها بـ144.5كلم.

## النشاط السكاني
كل سكان القرية مسلمون - ولله الحمد - يوجد في القرية ما يزيد على 300 منزل، ومتوسط الأفراد أربعة أشخاص في المنزل الواحد.
الزراعة
بسبب قربها من النيل يزرع معظم السكان القمح والفول المصري والتركي والخضروات وبعض الفواكه.
الرعي
يرعى القليل من سكان القرية في جروف النيل ووديان القرية، أو يجلبون العلف للماشية، ومن الحيوانات التي ترعى الضأن، والماعز.
التجارة
كثير من السكان يتاجرون في سوق مدينة عبري بحكم قرب مدينة عبري منهم وذلك أيام السبت والإثنين والخميس، وبعضهم يذهب يومياً - عدا الجمعة، وكثير منهم تجار في السوق، وبنى أبناء الشيخ حسن أحمد الزين أحد رموز عمارة جامعاً يحمل اسمه في سوق عبري.

## التعليم
مدرسة عمارة واحدة من أقدم مدارس سكوت، بناها أهلها بالعون الذاتي في عام 1953م، وكانت تضم أبناء القرى المجاورة أيضاً، وبنى أهل عمارة مدرسة للبنات في عام 1969م باسم أحد رموز القرية وهو الدكتور حسن سيد محمد نور، واليوم تسمى المدرستان باسم مدرسة حسن السيد الأساسية، وهي من الصف الأول إلى الثامن حيث يجتمع فيه جميع طلاب عمارة من مختلف الأعمار. وهو من أهم المرافق الحيوية بالقرية.

## المرافق الحيوية
- مدرسة حسن السيد لمرحلة الأساس.
- نادي عمارة الثقافي الرياضي الاجتماعي.
- مركز عمارة الصحي.
- مشروع عمارة التعاوني الزراعي.
- شبكتا مياه تغذيان القرية.
- ثلاثة مساجد.
- خلاوي لتحفيظ القرآن.